# Muro Trombe

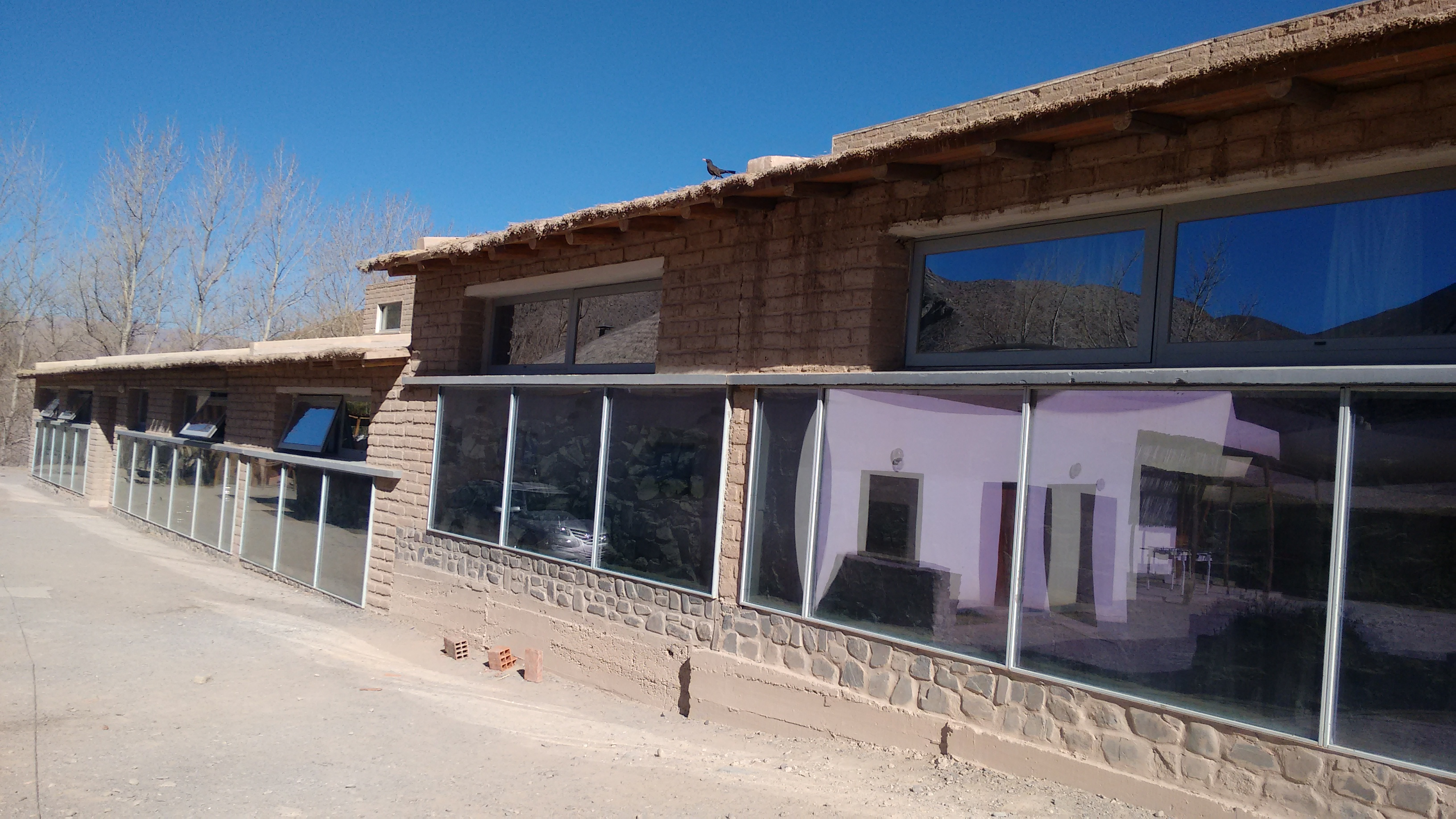
Construcción regional bioclimática, sus paredes construidas con muro Trombe (piedras pintadas de negro y una lámina de vidrio) captan el calor del sol para luego mantenerlo a temperaturas bajas.

Un muro Trombe o muro Trombe-Michel es un muro o pared orientada al sol, preferentemente al norte en el hemisferio sur y al sur en el hemisferio norte, construida con materiales que puedan acumular calor bajo el efecto de masa térmica (tales como piedra, hormigón, adobe o agua), combinado con un espacio de aire, una lámina de vidrio y ventilaciones formando un colector solar térmico.
Edward Morse patentó el diseño en 1881 (US Patent 246626), pero este fue ignorado hasta 1964. En los años 1960 el diseño fue popularizado por las construcciones que usaban los principios de la casas solares pasivas en Font-Romeu-Odeillo-Via, Francia, por el ingeniero Félix Trombe y el arquitecto Jacques Michel.

## Funcionamiento
Su funcionamiento se basa en la diferencia de densidad del aire caliente y el aire frío, que provoca corrientes en una u otra dirección dependiendo de las trampillas que estén abiertas. Estas corrientes de aire caliente o templado calientan o refrescan introduciendo o extrayendo el aire caliente del edificio o las habitaciones donde se instale.

## Construcción
Es un dispositivo que puede perfectamente construir cualquiera con un mínimo de conocimientos de construcción. Aunque dependiendo del acabado y de los materiales usados, concretamente los cristales y aislantes, puede dar un rendimiento más o menos bueno.

## Esquemas de funcionamiento
En estos sencillos esquemas podemos ver cómo circulan las corrientes de aire frío (flechas azules) y aire caliente (flechas rojas), dependiendo de la posición de las trampillas (amarillas) que hay en el muro del edificio (naranja).

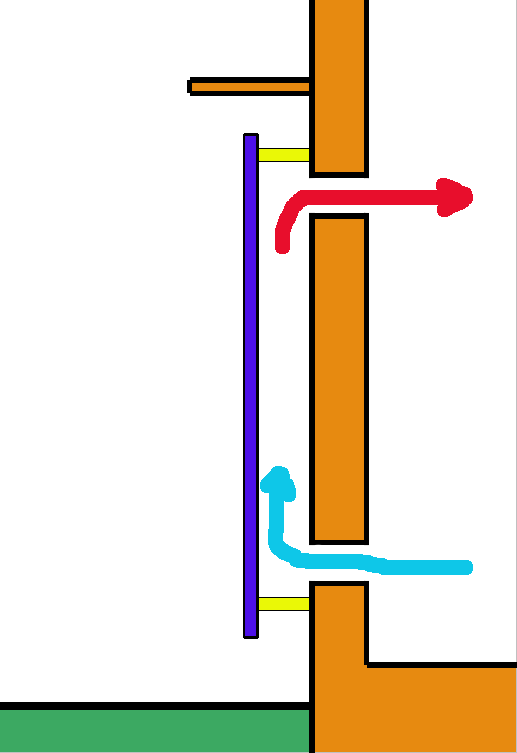
Calentamiento de la vivienda en invierno.
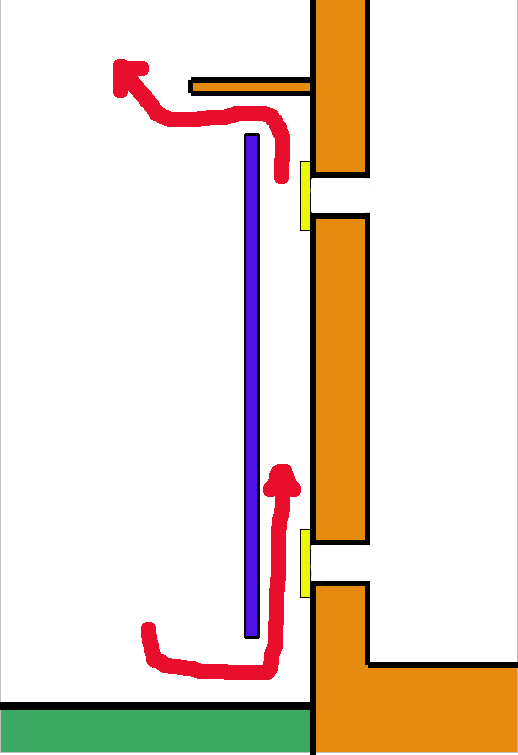
Posición cuando no se utiliza

## El concepto del muro Trombe
Durante el día, los rayos del sol atraviesan la lámina de vidrio calentando la superficie oscura del muro y almacenando el calor en la masa térmica de este. En la noche, el calor se escapa del muro tendiendo a enfriarse principalmente hacia el exterior. Pero como se encuentra con la lámina de vidrio (es semiopaca a la radiación infrarroja) el calor es entregado al interior del local. Debido a esto la temperatura media diaria del muro es sensiblemente más alta que la media exterior. Si la superficie vidriada es mejorada en su aislamiento térmico (mediante doble o triple vidrio) la pérdida de calor hacia el exterior es mucho menor elevando la temperatura del local a calefaccionar. Esto permite que mientras en el exterior hay bajas o muy bajas temperaturas el interior del local se encuentre en confort higrotérmico y adecuadamente diseñado y calculado se puede lograr una temperatura constante de 18 o 20 °C en el interior de la casa.
En el diseño original, la superficie de captación solar era muy pequeña y había mucha pérdida de calor al ambiente exterior, debido a que la resistencia al paso del calor entre la superficie del colector y el interior es la misma en ambas direcciones.

## Elementos básicos de diseño
Un muro Trombe moderno posee ventilaciones (orificios) en la parte inferior y superior del muro para permitir que el aire menos caliente ingrese por la parte inferior, luego circule en la cámara de aire entre la superficie exterior del muro y el vidriado y con más calor salga por el orificio superior hacia el ambiente interior. Esto bajo el fenómeno físico denominado convección. Como la masa térmica del muro acumuló el calor del día este irá entregando lentamente el calor al interior del local a lo largo de la noche. Los orificios de ventilación deben poseer rejillas o esclusas a modo de puertillas para regular el flujo del calor y evitar un flujo inverso nocturno que enfríe el ambiente interior en vez de calentarlo. Otra alternativa es cambiar el muro por una lámina metálica con aislamiento térmico en la cara interior conformando un colector solar de aire caliente que permite calentar un mayor caudal de aire a mayor temperatura y acumular este calor en la estructura del local. Para esto los muros y techos deben poseer un buen nivel de aislamiento térmico en la cara exterior de los mismos para minimizar las pérdidas de calor del local a climatizar. También pueden incorporarse ventilaciones en la parte superior e inferior del vidriado exterior para refrescar el ambiente interior durante el verano evitando un sobrecalentamiento del muro.
Durante la noche la masa térmica puede ayudar a amortiguar y reducir significativamente las pérdidas de calor. En los diseños más actuales se utilizan nuevas tecnologías que permiten un aislamiento térmico transparente conservando el calor capturado durante el día y en consecuencia reduciendo las dimensiones del muro Trombe respecto de las dimensiones del local. Este aislamiento no solo reduce las pérdidas de calor nocturnas sino que permite bajar los costos mejorando la ganancia de calor diurna.

### Variaciones usuales
Las modificaciones usuales del muro Trombe incluyen:
- ventanillas o banderolas para permitir salir el aire caliente hacia el exterior en verano. Esto permite que el muro Trombe facilite la extracción y ventilación natural en el interior de la casa refrescándola.
- ventanas en el muro Trombe. Estas bajan la eficiencia térmica del sistema pero permiten llevar iluminación natural al ambiente interior o por razones estéticas.
- Electro-ventiladores controlados por termostatos mejoran el flujo del aire caliente.
- cortinas fijas o móviles, permiten reducir las pérdidas de calor nocturnas.
- cortinas venecianas para sombrear el colector solar durante los meses de verano.
- cobertura aislante en el vidriado para la noche.
- tubos, caños o tanques de agua pueden formar parte del muro Trombe para aportar calor al sistema de agua caliente o como parte del sistema de agua caliente solar o ACS.
- tanques para peces como masa térmica.
- usando una superficie selectiva para incrementar la absorción de la radiación solar por la masa térmica.

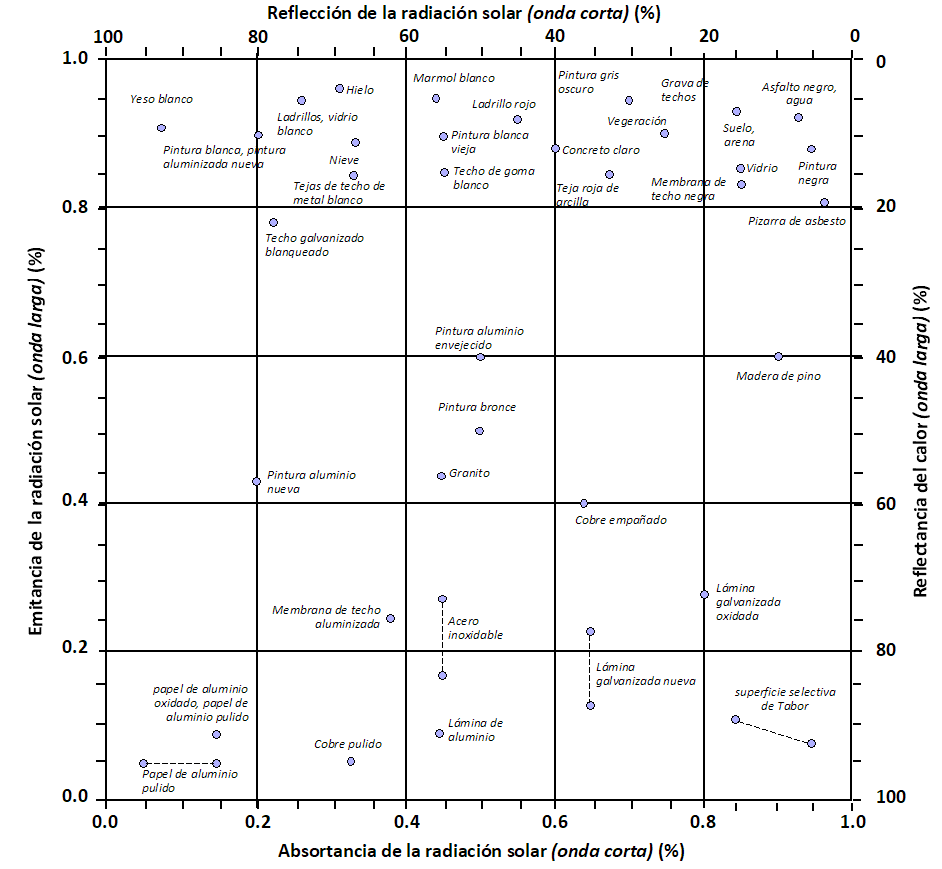
Nomograma que contrasta en cuatro ejes las propiedades de materiales de construcción de edificios ante la incidencia de la radiación solar. Sirve para la determinación de cargas térmicas de locales o temperaturas superficiales en cerramientos opacos.